# IC 1126
IC 1126 је појединачна звијезда у сазвјежђу Змија која се налази на листи објеката дубоког неба у Индекс каталогу.
Деклинација објекта је + 4° 59' 27" а ректасцензија 15h 35m 0,8s.